# Nasz odważny i szlachetny król
Nasz odważny i szlachetny król (Schahe ghajur-o-mehrabane ma), także Wielki Salut (paszto ‏لوی سلام‎, trb. Loya Salami)  – hymn Królestwa Afganistanu w latach 1943–1973. Słowa napisał Mohammed Makhtar, a melodię skomponował Mohammed Farukh.
Tekst
Schahe ghajur-o-mehrabane ma

Hastem as djan moti-e-schoma

Ma farsandane tu im!

Ma feda kare tu im.

Ei Schahe ma

Ei Schahe ma

Ei Schahe mellat cha-e-ma!